# Let's Get Crazy
"Let's Get Crazy" är en poplåt av den amerikanska sångerskan Cassie, komponerad av RedOne för Cassies andra studioalbum som, vid tidpunkten, planerades att ges ut under namnet Electro Love. Den amerikanska artisten Akon medverkar som gästsångare.
Till skillnad från Cassies tidigare musik är "Let's Get Crazy" en poplåt. Framföraren sjunger om att släppa loss och inte bry sig om vad någon annan tycker. Spåret gavs ut som en promosingel för Cassies album den 1 september 2009 men skickades till radio redan den 11 augusti samma år. Musikrecensenter gav främst negativ respons på låten. Utan någon marknadsföring eller musikvideo misslyckade singeln att ta sig in på några topplistor, något som senare resulterade i att utgivningsdatumet på Cassies album återigen sköts upp, varpå hon lämnade Atlantic Records.
I en intervju år 2010 meddelade Cassie att låten inte längre skulle inkluderas på hennes skiva, som på grund av otaliga förseningar ännu inte getts ut.

## Format och innehållsförteckning
| - Amerikansk CD-singel 1. "Let's Get Crazy [Feat. Akon]" (Album Version) | - Amerikansk Promosingel (CD) 1. "Let's Get Crazy" (LMFAO Remix) 2. "Let's Get Crazy" (LMFAO Remix Instrumental) 3. "Let's Get Crazy" (Main) 4. "Let's Get Crazy" (Main instrumental) |